# カシキアレ川

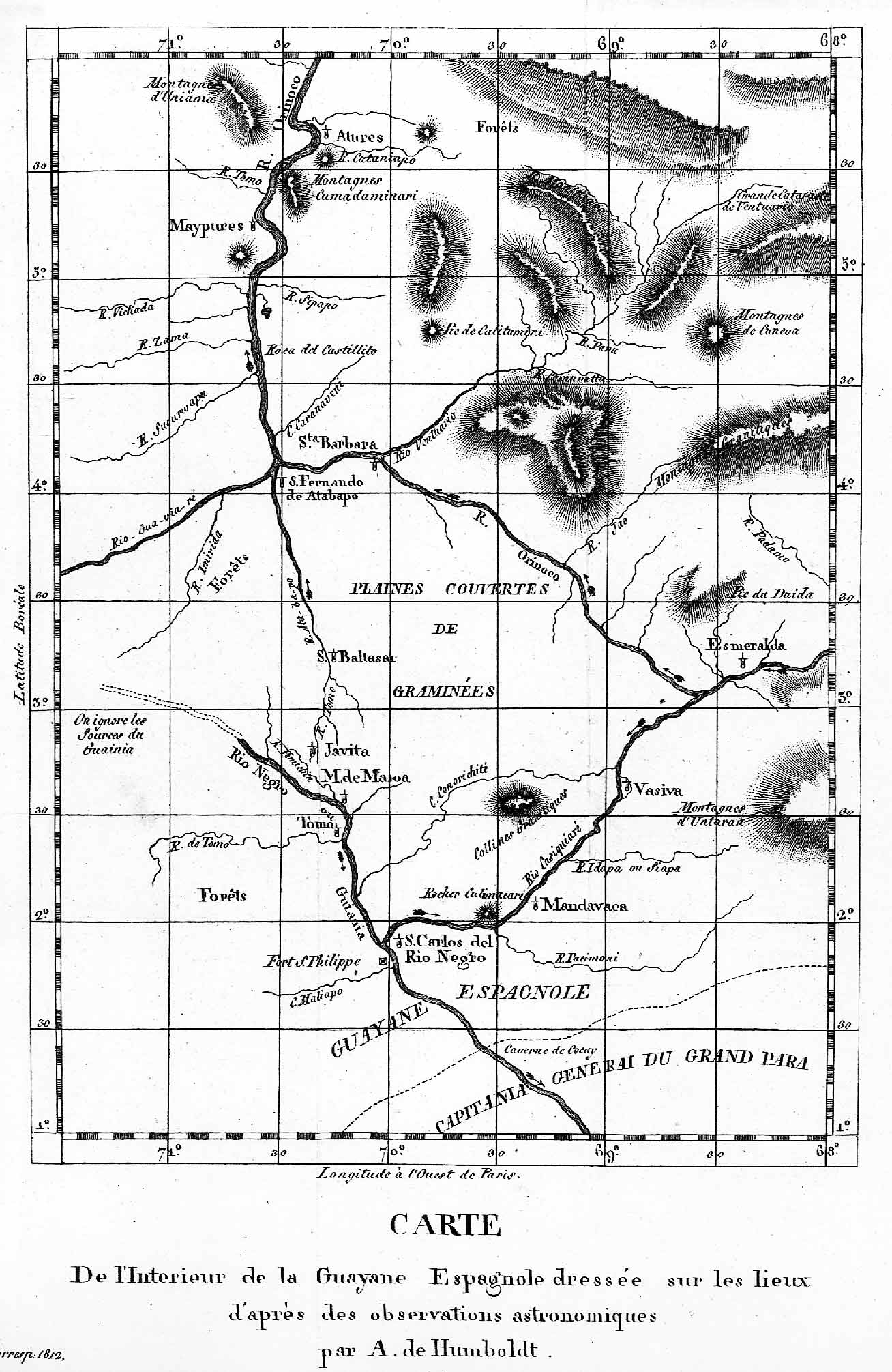
アレクサンダー・フォン・フンボルトの1799年の報告に基づくカシキアレ川の地図

カシキアレ川（カシキアレがわ、スペイン語: Casiquiare）またはカシキアレ運河（カシキアレうんが）は、オリノコ川上流の分流である。この川は南流してネグロ川に流れ込む。そのため、この川は、オリノコ川とアマゾン川の間のユニークな自然な運河を形成する。それは、地球上で最大の2つの大河をリンクする分流である。

## 歴史
1744年にイエズス会のロマン神父なるものがオリノコ川をさかのぼっているとき、ネグロ川沿いの村落から来た何人かのポルトガル人奴隷商に会った。彼はカシキアレ川経由で彼らが帰るのに同行し、その後オリノコ川へ引き返した。シャルル＝マリー・ド・ラ・コンダミーヌは、7か月後にアカデミー・フランセーズにロマン神父の驚くべき航海の説明をすることができた。この不可思議な水路の存在は、1639年にアクーニャ神父（クリストバル・ディアトリスタン・デ・アクーニャ）が初めて報告していたことで裏付けられた。
しかし、1756年にイトゥーリアガとソラーノとのスペインの境界線委員会によって確認されるまで、ロマン神父の報告はほとんど信じられていなかった。1800年にドイツの科学者アレクサンダー・フォン・フンボルトとフランスの植物学者エメ・ボンプランがこの川を探検した。

## 地理
この川の標高は知られていないが、南アメリカの水路学（hydrography）研究の最重要課題である。旅行者の報告によると、標高は400 - 900フィート (122 - 274 m) である。しかし、南アメリカの各地での高さに関する研究により、300フィート (90 m) を超えていないとの研究結果も出ている。この川は、サン・カルロスの町の近くのアマゾン川の支流ネグロ川と、エスメラルダスのミッションの下流9マイル (15 km) のオリノコ川上流を結ぶ。
この川は概ね南西に流れている。また、蛇行も含めた長さは約200マイル (320 km) である。幅は、オリノコ川との分岐点で約300フィート (90 m) であり、流速4分の3マイル毎時 (1.2 km/h) でネグロ川へ流れる。この川の水量と流速は、途中にある多数の大小支流の合流により増加し、雨期には、5 - 8マイル毎時 (8 - 13 km/h) に達することもある。そのネグロ川との合流点での川幅は約1750フィート (500 m) に達しており、このことはオリノコ川からの水流が一部に過ぎないことを示している。
洪水時には、この川は、通常の合流点から約50マイル (80 km) 上流のItiniviniという地点に西流する分流により、ネグロ川との別の接続を行うと言われている。乾期には、それは浅瀬を持っており、砂州、少数の早瀬および花崗岩によって妨害される。この川の流域には森林が広がり、ネグロ川よりも肥沃である。この川の走る平原は南西に傾斜しており、ネグロ川のそれは南東に傾斜している。カシキアレ川の流域には無数の昆虫がはびこっている。
この川は一般に推測されるような水平な台地上のおだやかな運河ではなく、もしオリノコ川と接していなければ、完全にアマゾン川の支流ネグロ川の支流である大きく急な川である。
カシキアレ川の西に、Pimichinの地峡と呼ばれるオリノコ川とアマゾン川のより短くより容易な連絡路がある。そこには、オリノコ川の支流Atabapo川の支流のTerni川を遡ることにより到達する。Terni川は多少難所があるものの小型ボートの航行が可能であると信じられている。地峡は50フィート (15 m) 程度の高さの起伏のある湿地と湿原であり、横断する距離は最大でも10マイル (16 km) もない。大きなカヌーをテルニ川から曳き、Pimichinと呼ばれる小さな流れによってネグロ川に達することができる。
カシキアレ川流域は付近のオリノコ川上流部と共に1993年にユネスコの生物圏保護区に指定された。